# کانتون بینتیکواترو د مایو
کانتون بینتیکواترو د مایو (به اسپانیایی: Veinticuatro de Mayo Canton به معنی کانتون 24 مه) یک منطقهٔ مسکونی در اکوادور است که در Manabí Province واقع شده‌است.